# Ревизия определения и распределения прибыли
Ревизия определения и распределения прибыли — проверка законности и правильности определения и распределения прибыли хозяйствующего субъекта, их документального оформления и принятия к учёту. Ревизия определения и распределения прибыли может осуществляться в рамках мероприятия финансового контроля (например, документальной ревизии) либо как отдельная проверка.

## Основные направления распределения прибыли
Распределение прибыли после налогообложения (чистой прибыли) является исключительной компетенцией собственников (участников, акционеров) организации.
Основные направления распределения прибыли:
1. Выплата дивидендов акционеров (доли прибыли участникам общества, товарищества).
2. Направление прибыли в фонды накопления (реинвестирование в развитие производства). В определённой мере, это откладывание распределения прибыли на будущее.
3. Направление прибыли в фонды поощрения работников.
4. Направление прибыли в резервные фонды (формирование резервного капитала).
5. Направление прибыли на благотворительные цели.

Наиболее значимыми обычно являются первые два направления. Соотношение между ними формирует понятие «дивидендная политика». В общем случае, существует определённое противоречие:
- повышение дивидендов влечёт за собой уменьшение конкурентоспособности, а следовательно — понижение прибыли в будущем,
- снижение дивидендов влечёт отток акционеров, заинтересованных в получении прибыли сейчас, а не в будущем, а следовательно — уменьшение капитала.

## Заинтересованность руководства предприятия
Интересы руководства предприятия, в общем случае, могут не совпадать с интересами собственников. Поэтому показатели прибыли в бухгалтерском учёте и финансовой отчётности предприятия могут подвергаться искажениям.
Руководство предприятия может быть заинтересовано в завышении показателей прибыли с целями:
- скрыть реальное положение дел и состояние активов,
- скрыть управленческие ошибки,
- скрыть результаты намеренно убыточных сделок.
- получить премиальные и служебный рост.

С другой стороны, руководство предприятия может быть заинтересовано в занижении показателей прибыли для снижения дивидендов («чтобы деньги оставались на предприятии»), в особенности если одним из крупных владельцев является государство.
В некоторых случаях, напротив, на выплату дивидендов направляется вся сумма нераспределённой прибыли, в том числе и за прошлые годы. Это возможно, например, когда владелец значительного пакета акций приобрёл их по сложной схеме, на грани нарушения законодательства. Он не уверен, что сможет долго владеть этими акциями, поэтому старается в короткий срок вывести из организации максимум средств.

## Завышение прибыли
Завышение прибыли возможно путём:
- начисления неполученных доходов, вероятность реального получения которых мала (например, возмещение ущерба, дело о котором находится в суде при недостатке подтверждающих документов),
- заключения фиктивных сделок продаж по высоким ценам, при этом покупатель не собирается в реальности оплачивать сделку,
- сокрытия расходов путём отнесения их части в незавершённое производство, в расходы будущих периодов; неотражение расходов (например, решения суда по производственной травме).

## Занижение прибыли
Занижение прибыли возможно путём:
- включения в себестоимость фиктивных расходов, которые в действительности не осуществлялись и не будут оплачиваться (например, по текущему ремонту),
- завышения суммы резервов (например, на сомнительные долги),
- сокрытие полученных или очевидных доходов (например, дивидендов дочерних фирм).

В некоторых случаях полезно сравнить данные о рентабельности организации с данными других организаций той же сферы деятельности, сравнимых по масштабам. При этом необходимо учитывать инфляцию.